# Selim Bešlagić
Selim Bešlagić (* 23. Februar 1942 in Tuzla, Unabhängiger Staat Kroatien, heute Bosnien und Herzegowina) ist ein bosnischer Kommunalpolitiker. Er war während und nach dem Bosnienkrieg Bürgermeister von Tuzla.

## Leben
Bešlagić studierte Technologie und Chemie in Tuzla. Er schloss sich 1990 dem Savez reformskih snaga Jugoslavije (SRSJ, Bund der Reformkräfte Jugoslawiens) von Ante Marković an und gewann die Wahlen in Tuzla. Diese ging später in der SDP BiH auf, der er nun angehört. Die Partei ist eine der wenigen in Bosnien und Herzegowina, die sich nicht nach ethnischen Kriterien definiert und hat in Tuzla eine ihrer Hochburgen. Bešlagić wurde zwei Mal wiedergewählt und blieb bis 2000 Bürgermeister von Tuzla. Daneben gehörte er ab 1996 dem Parlament der Föderation Bosnien und Herzegowina an. Von 2001 bis 2003 war er Präsident des Kantons Tuzla.
Selim Bešlagić ist verheiratet und Vater zweier Kinder.

## Auszeichnungen
Im Jahr 1995 erhielt Selim Bešlagić den Menschenrechtspreis der Stadt Weimar für seinen Einsatz für ein friedliches Zusammenleben aller Bevölkerungsgruppen in Tuzla auch nach Beginn des Krieges. 1998 wurde Selim Bešlagić für den Friedensnobelpreis vorgeschlagen. 